# Премия имени А. Н. Белозерского
Премия имени А. Н. Белозерского — научная награда Российской академии наук. Присуждается Отделением физико-химической биологии (ОФХБ) Российской академии наук за выдающиеся работы по молекулярной биологии. Учреждена в 1992 году.
Премия названа в честь выдающегося советского биолога, биохимика, одного из основоположников молекулярной биологии в СССР академика А. Н. Белозерского (1905—1972).

## Награждённые учёные
- 1992 — Антонов, Андрей Сергеевич — за цикл работ «Геносистематика и молекулярная филогенетика цветковых растений».
- 1995 — Четверин, Александр Борисович — за серию работ по созданию бесклеточной системы репликации, экспрессии и клонирования РНК.
- 1998 — Гвоздев, Владимир Алексеевич — за цикл работ «Структурно-функциональные исследования генома дрозофилы».
- 2001 — Спирин, Александр Сергеевич — за цикл работ «Контрансляционное сворачивание белков».
- 2004 — Ванюшин, Борис Федорович — за цикл работ «Метилирование ДНК — эпигенетический контроль за генетическими функциями организма».
- 2007 — Кулаев, Игорь Степанович — за цикл работ «Биохимические и молекулярно-биологические аспекты метаболизма неорганических полифосфатов у микроорганизмов».
- 2010 — Шатский, Иван Николаевич — за цикл работ «Молекулярные механизмы инициации синтеза белка у млекопитающих».
- 2013 — Фролова, Людмила Юрьевна — за цикл работ «Структурно-функциональные исследования факторов терминации трансляции эукариот»
- 2013 — Киселёв, Лев Львович — за цикл работ «Структурно-функциональные исследования факторов терминации трансляции эукариот»
- 2016 — Богданов, Алексей Алексеевич — за цикл работ «Рибосома: функциональные центры и ингибиторы»
- 2016 — Донцова, Ольга Анатольевна — за цикл работ «Рибосома: функциональные центры и ингибиторы»
- 2016 — Сергиев, Пётр Владимирович — за цикл работ «Рибосома: функциональные центры и ингибиторы»
- 2019 — Агол, Вадим Израилевич — за цикл работ «Молекулярная и клеточная биология, эволюция и патогенность РНК-содержащих вирусов»
- 2022 — Лаврик, Ольга Ивановна — за цикл работ «Репарация ДНК: механизмы функционирования и регуляция»